# Río Bravo (municipalité)
Pour les articles homonymes, voir Rio Bravo.
La municipalité de Río Bravo  est l'une des 43 municipalités de l'État de Tamaulipas, et est située dans la partie nord de cet État. Située à l'ouest du golfe du Mexique, elle appartient au bassin versant du fleuve Río Grande, qui marque la frontière entre les États-Unis et le Mexique. Elle appartient à la "Zona metropolitana de Reynosa-Río Bravo", qui regroupe autour de la ville de Reynosa les secteurs faisant partie de sa sphère d'influence. Son chef-lieu est la ville de Ciudad Río Bravo. Elle dépend de la région Norte, qui est une des 6 subdivisions administratives de l'État de Tamaulipas.

## Géographie
La municipalité de Río Bravo s'étend du nord au sud en prenant appui sur la rive sud du fleuve Río Grande, appelé au Mexique Río Bravo. Établie dans sa plaine alluviale, son altitude oscille entre 50 et 500 mètres. Son chef-lieu, la ville de Ciudad Río Bravo, se trouve à l'extrémité nord-ouest de son territoire, légèrement en retrait du fleuve Río Bravo, à une altitude de 139 mètres. Son territoire couvre une superficie de 1562,94 km², et était peuplé en 2020 de 132 484 habitants.
Cette municipalité fait partie de la Zona metropolitana de Reynosa-Río Bravo (es), regroupant les municipalités de Reynosa et de Río Bravo.
Cette municipalité dépend de la région Norte, appelée aussi Región Fronteriza, qui est une des 6 subdivisions administratives de l'État de Tamaulipas, et regroupe les municipalités de Nuevo Laredo, Guerrero, Mier, Miguel Alemán, Camargo, Gustavo Díaz Ordaz, Reynosa, Río Bravo, Valle Hermoso et Matamoros.
Elle est limitrophe au nord, aux États-Unis du comté texan d'Hidalgo, à l'ouest, dans l'État de Tamaulipas, de la municipalité de Reynosa, au sud de celles de Méndez, de San Fernando et de Matamoros, et à l'est de celle de Valle Hermoso.

## Composition et démographie
La municipalité était composée en 2010 de 799 localités.
| Localité         | Population |
| ---------------- | ---------- |
| Ciudad Río Bravo | 83 736     |
| Nuevo Progreso   | 8 984      |
| Santa Apolonia   | 1 421      |
| Cándido Aguilar  | 603        |

En plus de l'espagnol, plusieurs langues amérindiennes sont parlées dans la municipalité, dont les principales sont par ordre d'importance : le nahuatl, le huastèque, le totonaque, et dans une moindre mesure le mazahua, le mixe, l'otomi, le mixtèque, le zapotèque et le pame.

## Histoire
La municipalité de Río Bravo a pour origine une vaste zone de ranchs, au nombre de 658 et s'étendant sur 1 154 790 hectares, entre le golfe du Mexique, le fleuve Río Grande, le fleuve Río San Fernando au sud, et l'actuelle limite orientale de l'État du Tamaulipas, acquise en 1781 par Vicente Urízar, associé à Bernardo del Sauto, avec l'autorisation du vice-roi de Nouvelle-Espagne, Martín de Mayorga. Cette immense propriété était alors connue sous le nom d'El Sauto. Au XIXe siècle, cette propriété prend le nom de La Sauteña.
En 1882, une ligne de chemin de fer est ouverte, longeant sur la rive sud le Río Grande. Sa station du nom d'Ebano sera à l'origine de la ville actuelle de Ciudad Río Bravo. L'endroit était aussi connu sous le nom d'El Crucero, par ce que deux routes s'y croisaient.
À partir de 1948, des canaux d'irrigation sont creusés, pour la plantation du coton,.
Après des mouvements au sein de la population dans les années 1950, la municipalité acquiert finalement son autonomie en 1962, au détriment de celle de Reynosa,.